# Emmanuel Clottey
Emmanuel Clottey, né le 30 août 1987 à Accra, est un footballeur international ghanéen évoluant au poste d'attaquant au sein de Berekum Chelsea FC.

## Biographie
Clottey a commencé sa carrière avec le Brazil Academy, puis rejoint plus tard Mighty Victory Sporting Club, avant de signer avec Great Olympics en 2004.
En 2007, Clottey a été meilleur buteur de la  Ghana Premier League et a déménagé en Janvier sur un prêt de 6 mois pour le club de Bundesliga autrichienne FC Wacker Innsbruck, son premier club en Europe . Clottey a ensuite rejoint en prêt OB et a fait ses débuts comme remplaçant contre le FC Amager dans la tasse DBU Pokalen. Il est ensuite retourné à Great Olympics en Janvier 2009 puis de nouveau signé un contrat le 9 avril 2009 avec 
Eleven Wise.  En Juin 2010, Clottey a rejoint Berekum Chelsea FC.
Le 12 septembre 2012, après avoir impressionné en Ligue des Champions de la CAF 2012, club tunisien Espérance sportive de Tunis a conclu un accord avec Berekum Chelsea FC de signer Clottey à un contrat de trois ans, pour une indemnité de transfert estimée à 1,5 million de dollars. Le 17 juin 2013, il part en prêt pour le club d'Al-Dhafra.

## Palmarès

### Berekum Chelsea FC
- Championnat du Ghana de football (1) :2011

### ES Tunis
- Championnat de Tunisie (1) :  2012

### Distinctions personnelles
- Meilleur buteur du championnat du Ghana en 2007 avec 14 buts
- Meilleur buteur de la Ligue des champions de la CAF 2012 12 buts